# 費里鎮區 (北達科他州大福克斯縣)
費里鎮區（英語：Ferry Township）是位於美國北達科他州大福克斯縣的一個鎮區。

## 地方資料
費里鎮區的面積為119.60平方千米，當中陸地面積為119.10平方千米，而水域面積為0.49平方千米。根據2020年美國人口普查的數據，當地共有人口376人，而人口密度為每平方千米3.14人。